# Квінел
Квінел (англ. Quesnel) — місто в Канаді, у провінції Британська Колумбія, у складі регіонального округу Карібу.

## Населення
За даними перепису 2016 року, місто нараховувало 9879 осіб, показавши скорочення на 1,3%, порівняно з 2011-м роком. Середня густина населення становила 279,2 осіб/км².
З офіційних мов обидвома одночасно володіли 355 жителів, тільки англійською — 9 330, тільки французькою — 5, а 40 — жодною з них. Усього 815 осіб вважали рідною мовою не одну з офіційних, з них 45 — одну з корінних мов, а 15 — українську.
Працездатне населення становило 58,1% усього населення, рівень безробіття — 11,3% (11,7% серед чоловіків та 10,8% серед жінок). 91,1% осіб були найманими працівниками, а 7,1% — самозайнятими.
Середній дохід на особу становив $42 663 (медіана $30 794), при цьому для чоловіків — $55 556, а для жінок $30 202 (медіани — $44 471 та $23 622 відповідно).
33% мешканців мали закінчену шкільну освіту, не мали закінченої шкільної освіти — 28,2%, 38,7% мали післяшкільну освіту, з яких 27,9% мали диплом бакалавра, або вищий.
| Статево-вікова структура населення | Статево-вікова структура населення | Статево-вікова структура населення | Статево-вікова структура населення | Статево-вікова структура населення |
| ---------------------------------- | ---------------------------------- | ---------------------------------- | ---------------------------------- | ---------------------------------- |
|                                    |                                    |                                    |                                    |                                    |
| Всього                             | Всього                             | 48,9%51,1%                         |                                    |                                    |
| 0 — 14 років                       | 0 — 14 років                       |                                    | 16,9%                              | 16,9%                              |
| 15 — 64 років                      | 15 — 64 років                      |                                    | 63,3%                              | 63,3%                              |
| 65 і більше                        | 65 і більше                        |                                    | 19,8%                              | 19,8%                              |
| 85 і більше                        | 85 і більше                        |                                    | 2,9%                               | 2,9%                               |
| Середній вік (років)               | Середній вік (років)               | 41,743,3                           | 42,5                               | 42,5                               |
| Медіана (років)                    | Медіана (років)                    | 43,045,2                           | 44,2                               | 44,2                               |
| — чоловіки — жінки                 |                                    |                                    |                                    |                                    |

| Походження мешканців:     | Походження мешканців:     | Походження мешканців: | Походження мешканців: | Походження мешканців: |
| ------------------------- | ------------------------- | --------------------- | --------------------- | --------------------- |
| Походження                |                           |                       | осіб                  | %                     |
| Корінні американці        | Корінні американці        |                       | 1 575                 | 16.27%                |
| Інше північноамериканське | Інше північноамериканське |                       | 3 235                 | 33.42%                |
| Європейське               | Європейське               |                       | 7 095                 | 73.3%                 |
| британське                | британське                |                       | 4 985                 | 51.5%                 |
| французьке                | французьке                |                       | 1 360                 | 14.05%                |
| українське                | українське                |                       | 600                   | 6.2%                  |
| Латинськоамериканське     | Латинськоамериканське     |                       | 40                    | 0.41%                 |
| Карибське                 | Карибське                 |                       | 15                    | 0.15%                 |
| Африканське               | Африканське               |                       | 45                    | 0.46%                 |
| Азійське                  | Азійське                  |                       | 855                   | 8.83%                 |
| Океанійське               | Океанійське               |                       | 25                    | 0.26%                 |

| Зайнятість населення за галузями (за класифікацією NOC): | Зайнятість населення за галузями (за класифікацією NOC): | Зайнятість населення за галузями (за класифікацією NOC): | Зайнятість населення за галузями (за класифікацією NOC): | Зайнятість населення за галузями (за класифікацією NOC): |
| -------------------------------------------------------- | -------------------------------------------------------- | -------------------------------------------------------- | -------------------------------------------------------- | -------------------------------------------------------- |
|                                                          |                                                          |                                                          |                                                          |                                                          |
| Управління                                               | Управління                                               |                                                          | 7,9%                                                     | 7,9%                                                     |
| Бізнес, фінанси та адміністрування                       | Бізнес, фінанси та адміністрування                       |                                                          | 9,9%                                                     | 9,9%                                                     |
| Природничі та прикладні науки                            | Природничі та прикладні науки                            |                                                          | 4,2%                                                     | 4,2%                                                     |
| Охорона здоров'я                                         | Охорона здоров'я                                         |                                                          | 5,4%                                                     | 5,4%                                                     |
| Освіта, правозахист, муніципальні та урядові служби      | Освіта, правозахист, муніципальні та урядові служби      |                                                          | 9,5%                                                     | 9,5%                                                     |
| Мистецтво, культура, відпочинок та спорт                 | Мистецтво, культура, відпочинок та спорт                 |                                                          | 2,2%                                                     | 2,2%                                                     |
| Роздрібна торгівля та послуги                            | Роздрібна торгівля та послуги                            |                                                          | 26,2%                                                    | 26,2%                                                    |
| Гуртова торгівля, транспорт та обладнання                | Гуртова торгівля, транспорт та обладнання                |                                                          | 17,9%                                                    | 17,9%                                                    |
| Природні ресурси, сільське господарство                  | Природні ресурси, сільське господарство                  |                                                          | 6,1%                                                     | 6,1%                                                     |
| Виробництво                                              | Виробництво                                              |                                                          | 10,6%                                                    | 10,6%                                                    |

## Клімат
Середня річна температура становить 5,4°C, середня максимальна – 21,6°C, а середня мінімальна – -15,1°C. Середня річна кількість опадів – 522 мм.
| Клімат поселення                              | Клімат поселення | Клімат поселення | Клімат поселення | Клімат поселення | Клімат поселення | Клімат поселення | Клімат поселення | Клімат поселення | Клімат поселення | Клімат поселення | Клімат поселення | Клімат поселення | Клімат поселення |
| Показник                                      | Січ.             | Лют.             | Бер.             | Квіт.            | Трав.            | Черв.            | Лип.             | Серп.            | Вер.             | Жовт.            | Лист.            | Груд.            |                  |
| Середній максимум, °C                         | −1,61            | 2,72             | 7,84             | 13,08            | 17,98            | 21,55            | 20,88            | 20,55            | 15,53            | 9,54             | 2,30             | −3               |                  |
| Середня температура, °C                       | −8,36            | −4,04            | 1,09             | 6,33             | 11,22            | 14,79            | 17,24            | 16,88            | 11,89            | 5,90             | −1,36            | −6,65            |                  |
| Середній мінімум, °C                          | −15,13           | −10,8            | −5,67            | −0,43            | 4,46             | 8,03             | 13,57            | 13,24            | 8,22             | 2,24             | −5,01            | −10,32           |                  |
| Норма опадів, мм                              | 47               | 23               | 26               | 27               | 42               | 65               | 62               | 47               | 45               | 47               | 49               | 42               |                  |
| Середньомісячна швидкість вітру, м/с          | 1.91             | 2.00             | 2.20             | 2.40             | 2.22             | 2.01             | 1.90             | 1.70             | 1.72             | 2.04             | 2.17             | 2.10             |                  |
| Середньомісячна сонячна радіація, кДж/м²·день | 2603             | 5376             | 10455            | 15660            | 19309            | 21079            | 21111            | 17894            | 12027            | 6455             | 3021             | 1945             |                  |
| --------------------------------------------- | ---------------- | ---------------- | ---------------- | ---------------- | ---------------- | ---------------- | ---------------- | ---------------- | ---------------- | ---------------- | ---------------- | ---------------- | ---------------- |
| Джерело:                                      |                  |                  |                  |                  |                  |                  |                  |                  |                  |                  |                  |                  |                  |